# Iñigo Díaz de Cerio
Iñigo Díaz de Cerio Conejero (San Sebastián, Guipúzcoa, 15 de mayo de 1984) es un exfutbolista español que jugó en la demarcación de delantero. Se formó en la cantera de la Real Sociedad, club con el que debutó en la Primera División de España. Posteriormente, tras sufrir una grave lesión de rodilla, fichó por el Athletic Club. Se retiró prematuramente en el C. D. Mirandés, a los 30 años de edad, debido a una falta de motivación, según el propio exjugador.

## Biografía
Llegó a la Real juvenil procedente del Antiguoko en el año 2002. Debutó con la Real Sociedad B, el 9 de febrero de 2003 en el partido Durango 2 - Real Sociedad B 2. En total jugó 87 partidos, en los que consiguió 41 goles. No fue hasta el 14 de febrero de 2006 cuando, de la mano de Gonzalo Arkonada, debutó con el primer equipo de la Real Sociedad, en el partido que enfrentaba a la Real Sociedad contra el Atlético de Madrid en el estadio Vicente Calderón, partido que finalizó 1-0. En la siguiente temporada, la 2006-07, dio definitivamente el salto a la primera plantilla de la Real Sociedad donde consiguió un total de 7 goles. El equipo acabó descendiendo de categoría. En la temporada 2007-08 logró dieciséis tantos, siendo el máximo goleador donostiarra.
El 8 de noviembre de 2008, en un partido disputado contra el SD Eibar, sufrió un encontronazo con el portero rival que le supuso una fractura de tercio medio de tibia y peroné de pierna derecha.
El 27 de abril de 2009 confirmó su intención de no renovar el contrato por la Real Sociedad para fichar por el Athletic Club, equipo en el que fue presentado el miércoles 1 de julio de 2009. En su primera temporada apenas contó con minutos.
El 13 de agosto de 2010, el Athletic Club y el Córdoba CF acordaron la cesión por una temporada al conjuntó cordobés. Sin embargo, en el Córdoba CF no gozó de continuidad y solo pudo lograr dos goles, por ello, el 19 de enero de 2011 el Athletic Club hizo efectiva la cláusula que le permitía repescar al jugador.
De cara a la temporada 2011-12, fue uno de los jugadores que fueron descartados por el nuevo entrenador, Marcelo Bielsa. Finalmente, fue cedido al Numancia.
En julio de 2012 fichó por el Club Deportivo Mirandés de Segunda División, en el cual se retiraría en 2014.

## Trayectoria
| Temporada | Club                                       | Categoría                  |
| --------- | ------------------------------------------ | -------------------------- |
| 2003-04   | Real Sociedad B                            | Segunda división B         |
| 2004-05   | Real Sociedad B                            | Segunda división B         |
| 2005-06   | Real Sociedad B                            | Segunda división B         |
| 2006-07   | Real Sociedad                              | Primera división española  |
| 2007-08   | Real Sociedad                              | Segunda división española  |
| 2008/09   | Real Sociedad                              | Segunda división española  |
| 2009/10   | Athletic Club                              | Primera división española  |
| 2010/11   | Córdoba C.F. (Cedido por el Athletic Club) | Segunda División de España |
| 2011/12   | CD Numancia (cesión)                       | Segunda División de España |
| 2012/13   | CD Mirandés                                | Segunda División de España |
| 2013/14   | CD Mirandés                                | Segunda División de España |

## Estadísticas
| Temporada | Club            | Categoría          | Liga  | Liga  | Copa. | Copa. | Europa | Europa |
| Temporada | Club            | Categoría          | Part. | Goles | Part. | Goles | Part.  | Goles  |
| --------- | --------------- | ------------------ | ----- | ----- | ----- | ----- | ------ | ------ |
| 2003/04   | Real Sociedad B | Segunda División B | 19    | 4     | -     | -     | -      | -      |
| 2004/05   | Real Sociedad B | Segunda División B | 33    | 11    | -     | -     | -      | -      |
| 2005/06   | Real Sociedad B | Segunda División B | 32/2  | 23/1  | -     | -     | -      | -      |
| 2005/06   | Real Sociedad   | Primera División   | 3     | 0     | 0     | 0     | -      | -      |
| 2006/07   | Real Sociedad   | Primera División   | 27    | 4     | 2     | 3     | -      | -      |
| 2007/08   | Real Sociedad   | Segunda División   | 36    | 16    | 1     | 0     | -      | -      |
| 2008/09   | Real Sociedad   | Segunda División   | 11    | 4     | 2     | 0     | -      | -      |
| 2009/10   | Athletic Club   | Primera División   | 5     | 0     | 1/1   | 0/0   | 3      | 0      |
| 2010/11   | Córdoba CF      | Segunda División   | 8     | 1     | 5     | 1     | -      | -      |
| 2010/11   | Athletic Club   | Primera División   | 2     | 0     | -     | -     | -      | -      |
| 2011/12   | C. D. Numancia  | Segunda División   | 24    | 8     | 2     | 1     | -      | -      |
| 2012/13   | C. D. Mirandés  | Segunda División   | 33    | 8     | -     | -     | -      | -      |
| 2013/14   | C. D. Mirandés  | Segunda División   | 35    | 6     | 1     | 0     | -      | -      |